# Филоново (станция)
Филоново — железнодорожная станция Приволжской железной дороги в городе Новоаннинский в Новоаннинском районе Волгоградской области.
Здание вокзала станции является одним из старейших сооружений города. Это одно из двух зданий вокзалов на Приволжской железной дороге, которые сохранились в изначальном виде.

## История

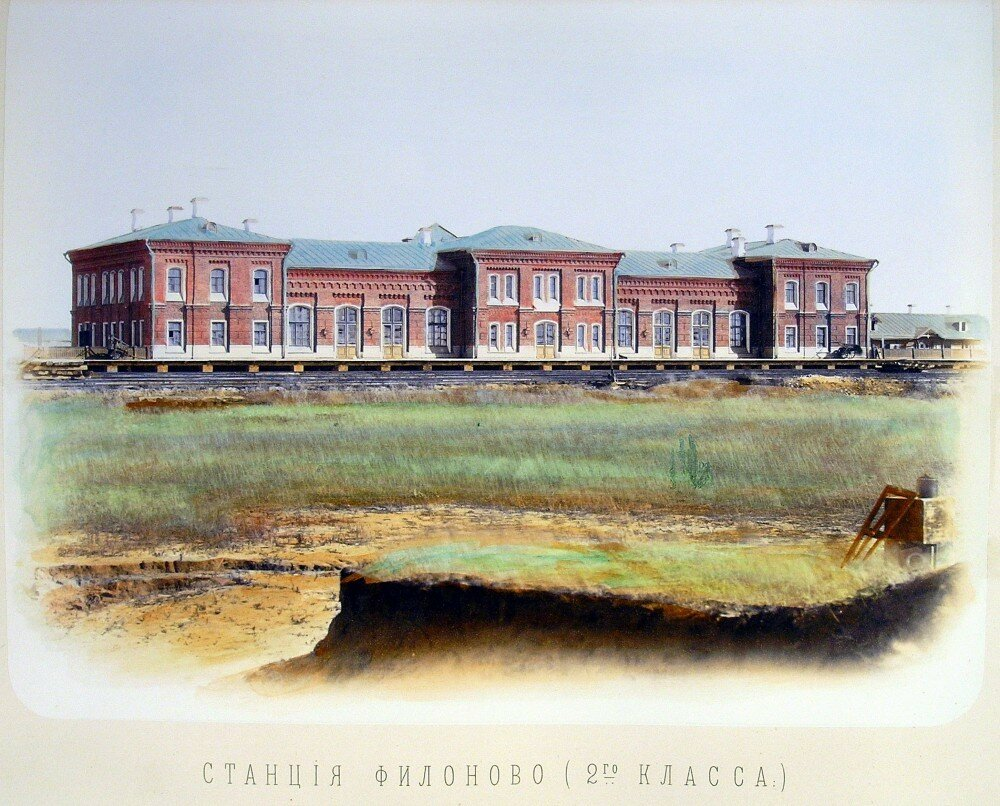
Железнодорожный вокзал станции в альбоме видов Грязе-Царицынской железной дороги. Конец XIX века.

Строительство станции класса началось в 1869 году в связи со строительством железной дороги Грязи — Царицын. Тогда были выкопаны первые землянки для рабочих-строителей из Воронежа. К работе привлекалось и местное население. 26 декабря 1870 года началось движение поездов на участке Борисоглебск — Филиново. Сквозное движение до Царицына началось 25 июля 1871 года.
На станции Филоново братья Коротаевы построили чугунолитейный завод, купец Симбирцев — паровую мельницу-крупчатку, молитвенный дом и приходскую школу. Заработала казённая винная лавка, открыли второклассную учительскую школу, а купец М. А. Попов построил кинотеатр. Основной грузооборот по станции составляло зерно. Так, в 1898 году станция отправила 1 102 125 пудов (18 млн тонн) зерна и 1033 головы скота.
На станции был возведён двухэтажный вокзал из красного кирпича. Здесь размещался буфет с горячими и холодными блюдами зал ожидания для I и II классов, зал ожидания для III и IV классов, мужская и женская уборные почтовое отделение телеграф.
В 1891 году на станции жил и работал Максим Горький, установлена соответствующая мемориальная доска на здании вокзала.

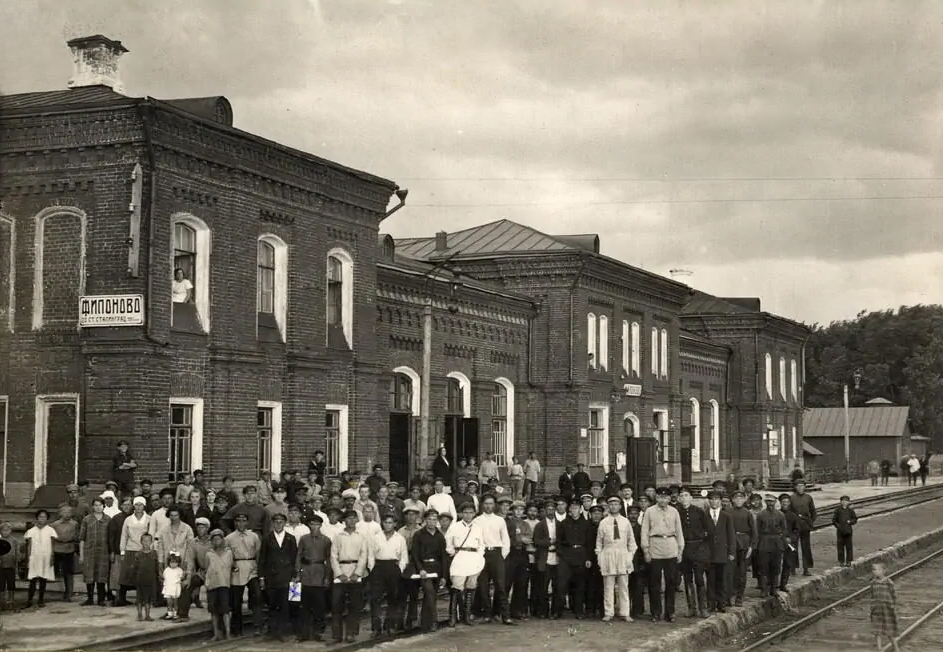
Станция Филоново в 1920-е годы

После революции при станции образовался революционный комитет. Станция стала вторым революционным центром Хопёрского округа в то время, как в соседних станицах Аннинской и Филоновской действовала атаманская власть. Станцию в разные годы посетили такие революционные деятели как Николай Подвойский, Лев Троцкий, Михаил Калинин.
Во время Сталинградской битвы станция подвергалась бомбардировкам.

## Движение по станции
Через станцию Филоново курсируют 16 поездов по таким направлениям как Анапа, Астрахань I, Волгоград I, Одесса-Главная, Санкт-Петербург-Московский. В сумме со станции Филоново можно уехать по 10 направлениям. Больше всего поездов отправляется по направлению к станции Волгоград I.
Станция открыта для всех видов грузовых и пассажирских операций за исключением операций с ISO-контейнерами.